# Aeroportul Metropolitan
Aeroportul Metropolitan (IATA: PMX, FAA LID: 13MA) este un aeroport din Massachusetts, Statele Unite ale Americii.
Situat la o altitudine de 127 m, aeroportul dispune de 1 pistă.

## Infrastructură

### Piste
Aeroportul dispune de o singură pistă. Pista are orientarea 4/22. 